# Sedum barbeyi
Sedum barbeyi är en fetbladsväxtart som beskrevs av R.-hamet. Sedum barbeyi ingår i Fetknoppssläktet som ingår i familjen fetbladsväxter. Inga underarter finns listade i Catalogue of Life.